# Socorro (Colombia)
Socorro è un comune della Colombia facente parte del dipartimento di Santander.
L'abitato venne fondato da José de Archila e José Díaz Sarmiento nel 1681. Nel 1781 è stato teatro dell'insurrezione dei Comuneros, una rivolta popolare repressa crudelmente dalle autorità spagnole, tra l'altro cantata dal grande poeta cileno Pablo Neruda nel Canto General.